# جوزف نیدهام

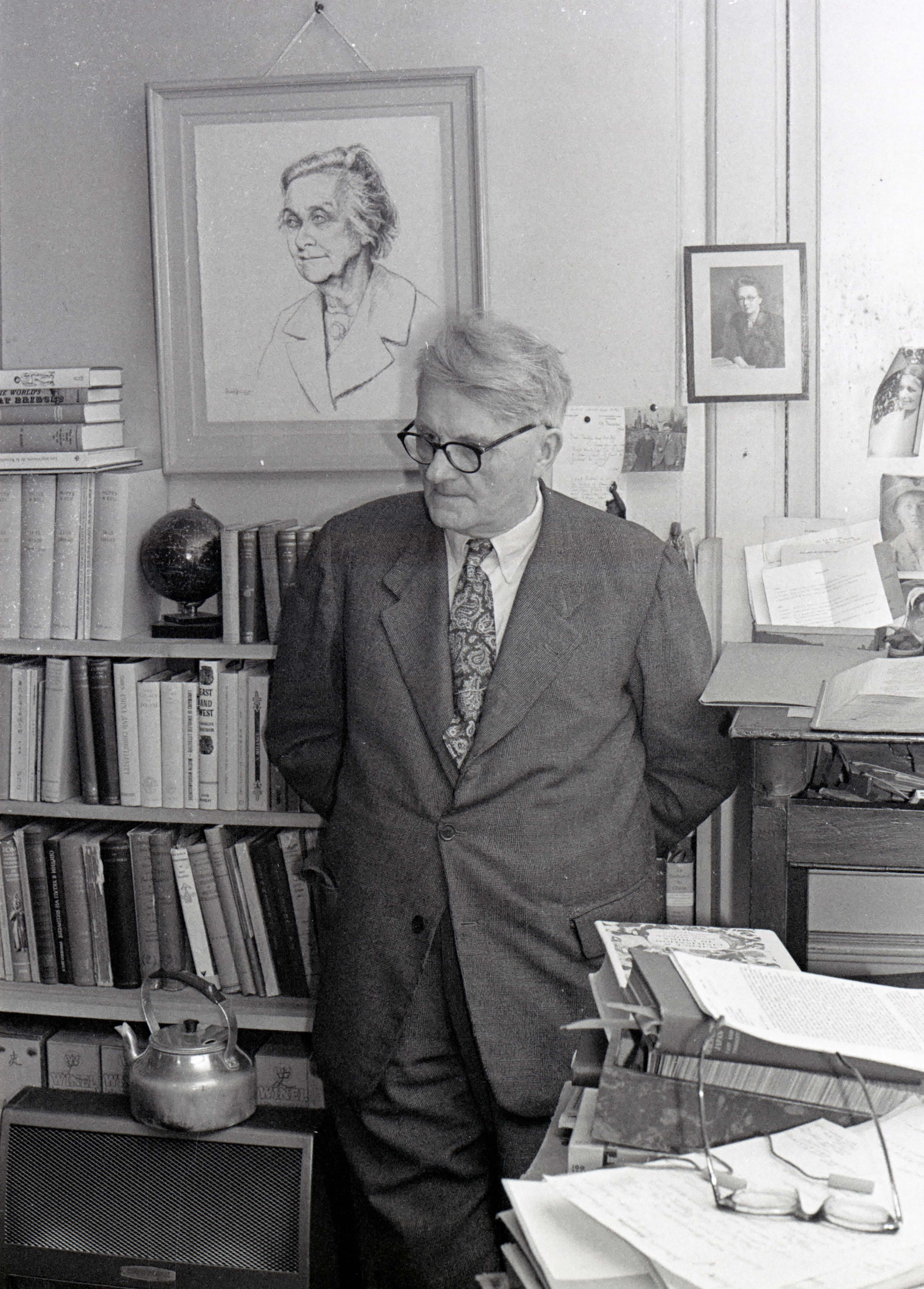
جوزف نیدهام در دفترش در کالج کویس کمبریج ۱۹۶۵

ف (به انگلیسی: Joseph Needham) (زاده ۱۹۰۰- مرگ ۱۹۹۵) دانشمند و تاریخ‌دان و چین‌شناس بریتانیایی بود. کار برجسته او پژوهش در تاریخ علم و فناوری در چین است. مهمترین اثر وی مجموعه علم و تمدن در چین می‌باشد که در سال ۱۹۵۴ آنرا شروع کرد و تا زمان مرگ هشت کتاب از آنرا منتشر کرده تا زمان این نوشتار در ۲۰۲۱ تعداد بیست و هفت کتاب آن منتشر شده و این پروژه همچنان ادامه دارد. وی همچنین از ایجاد کنندگان سازمان یونسکو بود. از کتابهای او می توان به Grand Titration اشاره کرد.

## سؤال نیدهام
یکی از یادگارهای مهم او «سوال نیدهام» می‌باشد که پس از مطالعه تاریخ علم در مشرق زمین مطرح کرد. البته سؤال وی شامل چین و هند است ولی از آنجا که راجع به مطالعه تمدن اسلامی وارد نشده‌است می‌توان بطور تلویحی این سؤال را به کل مشرق زمین تعمیم داد و شاید به نوعی بتوان گفت این سؤال از نظر نزدیکی جغرافیایی و نزدیکی تاریخی بیشتر باید راجع به تمدن اسلامی مطرح می‌شده‌است:
"چرا علم مدرن، ریاضی سازی فرضیه‌های مربوط به طبیعت، و همه پیامدهای آن برای فناوری پیشرفته، فقط در غرب در زمان گالیله افزایش چشمگیر خود را نشان داد؟، و چرا در تمدن چین توسعه نیافته بود که در در قدیم در استفاده از دانش برای نیازهای عملی بسیار کارآمدتر از غرب بود؟"